# Музей і сади Віская

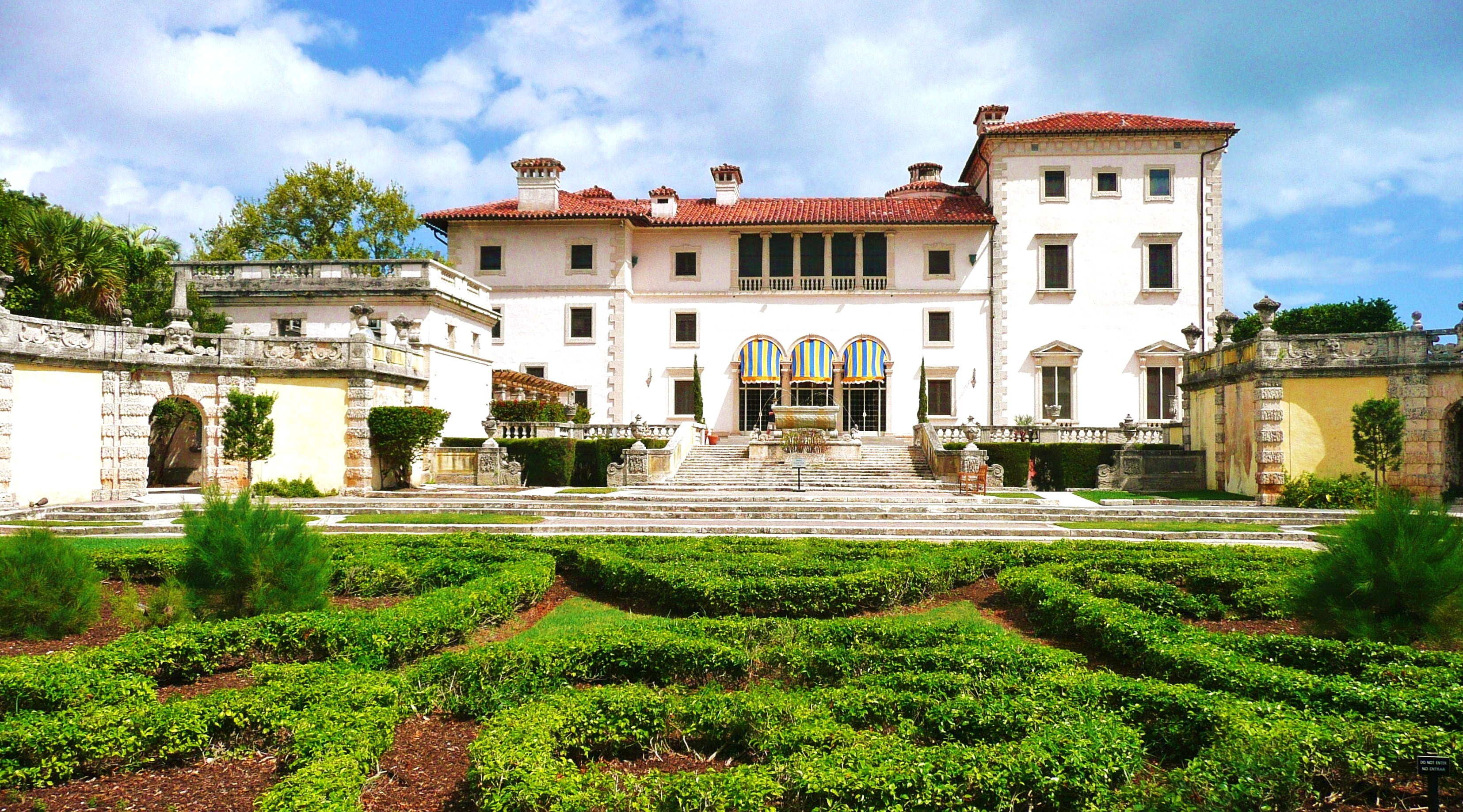
Садовий фасад вілли Віская

Музей і сади Віская (англ. Vizcaya Museum and Gardens), раніше відомі як Вілла Віская, — колишня вілла й маєток бізнесмена Джеймса Дірінга, що збагатів Deering McCormick-International Harvester, в затоці Біскейн у сучасному районі Коконат-Гров міста Маямі у штаті Флорида. До складу маєтку Віская початку 20 сторіччя також входять: великі італійські сади Ренесансу; флоридський лісовий ландшафт; та гурт історичних сільських надвірних будівель. На ландшафт та архітектура мають вплив венеціанського та тосканського італійського ренесансу, спроектовані у архітектурному стилі середземноморського Відродження, з елементами бароко. Пол Челфін був головним дизайнером.
Округ Маямі-Дейд тепер володіє маєтком Віская, як Музей та сади Віская, що відкриті для громади. Станція Віская Маямського метрорейлу обслуговує Віллу Віскаю.

## Історія

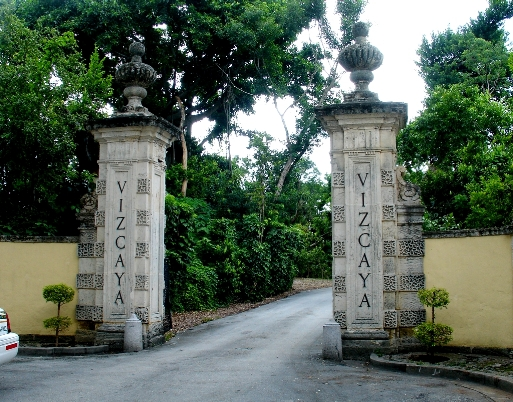
Брама у маєток Віская

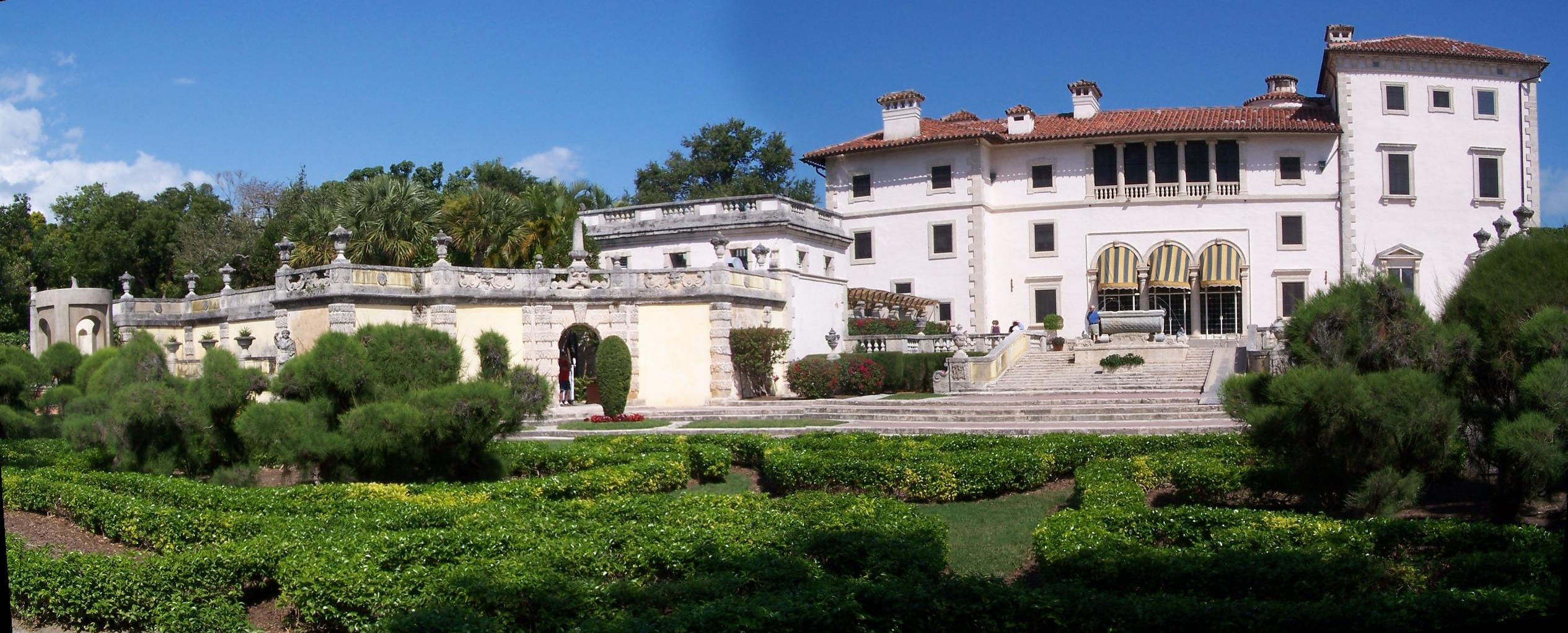
Вид з півночі на віллу з італійських ренесансних садів

Первісно маєток складався з 73 гектарів берегових мангрових боліт та густих внутрішньоземельних місцевих тропічних лісів. Будучи природоохоронцем, Дірінг розмістив розробку частини маєтку вздовж берега для збереження лісу. Ця частина повинна була включати в себе віллу, формальні сади, місця відпочинку та розваг, великі лагунні сади з новими острівцями, городами й пасовищами, й службового сільця. Дірінг розпочав будівництво Віскаю у 1912 році й заселився на Різдво 1916 року, коли він прибув на борту своєї яхти <i id="mwOA">Nepenthe</i>. Вілла була побудована в основному між 1914 та 1922 роками вартістю 15 мільйонів доларів тоді як будівництво розгалужених італійських ренесансних садів та сільця тривало до 1923 році, бо під час Першої світової війни у Флориді було важко з будівельними контракторами й матеріалами. Віская примітна тим, що адаптувала історичні європейські естетичні традиції до субтропічного екорегіону Південної Флориди. Наприклад; він поєднав імпортні французькі та італійські плани саду з елементами, реалізованими у кубинському вапновому каменярстві з флоридським кораловим архітектурним убранням з насадженням субтропічно-сумісних й місцевих рослин, що процвітають у середовищі та кліматі. Пальми та філодендрони не були представлені в суперних садах Тоскани або Іль-де-Франса.

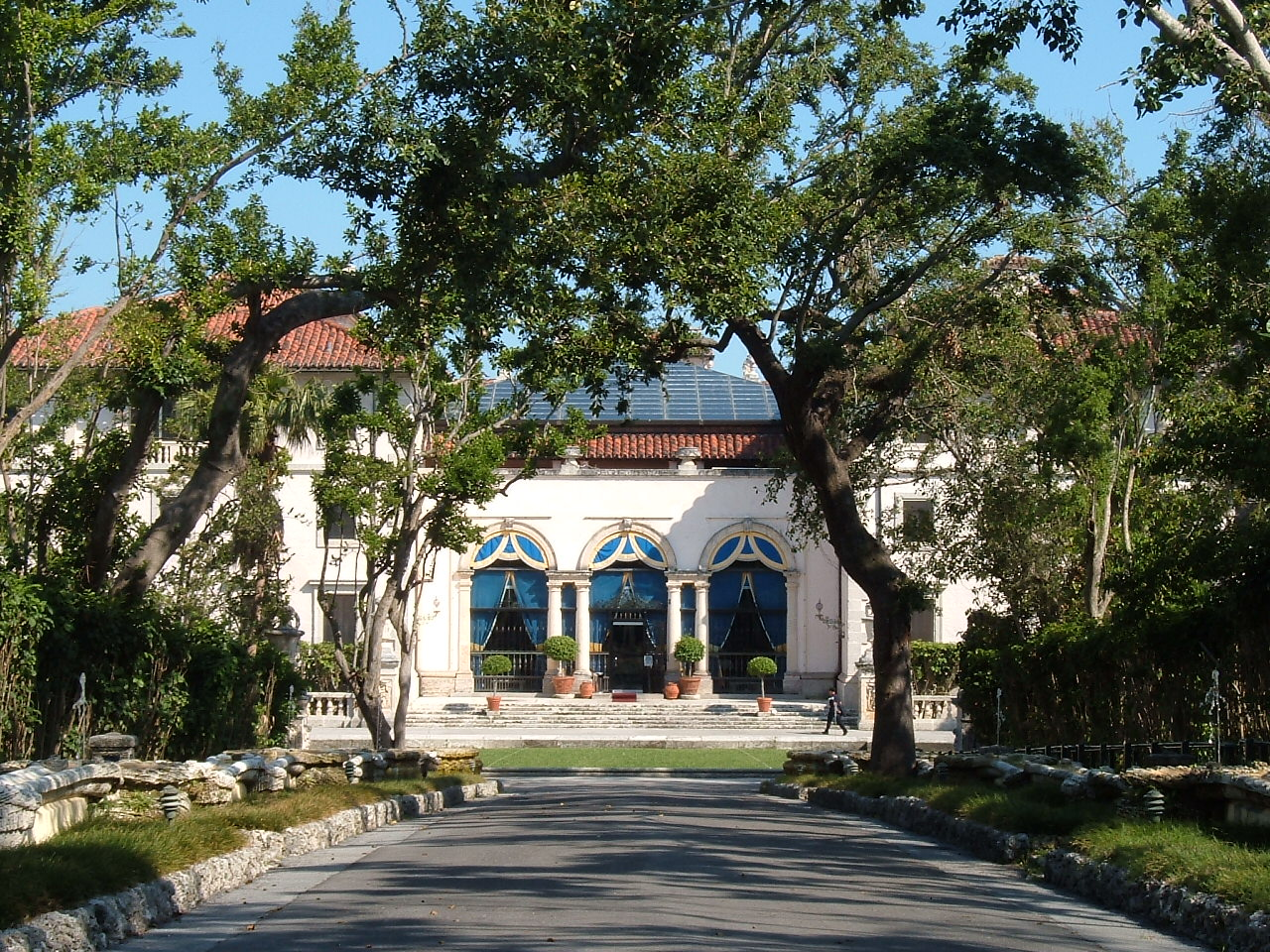
Вид з в'їзної дороги на західний фасад вілли Віская

Дірінг використовував Віскаю як свою зимову резиденцію з 1916 року до смерті у 1925 році. Пол Челфін, колишній куратор мистецтв, художник та дизайнер інтер'єрів, був директором проекту. Він допомагав й заохочував Дірінга збирати предмети мистецтва, старожитності та архітектурні елементи для проекту. Челфін рекомендував архітектора Ф. Бюрралла Гофмана розробити конструкцію та середовище вілли, садові павільйони та господарські споруди. Генеральний план ландшафту та індивідуальні сади були розроблені разом з колумбійським дизайнером ландшафтів Дієго Суаресом, який практикувався разом з сером Гарольдом Актоном у садах Вілла Ла П'єтра за межами Флоренції, Італія. Назва садиби відноситься до північної іспанської провінції Віская (В англійській Біскей), у баскському регіоні. Записи свідчать, що Дірінг хотів, щоб назвою також вшанувати пам'ять раннього іспанця на ім'я Віская, який, на його думку, досліджував цей район, хоча пізніше його виправили, що ім'я дослідника було Себастьян Віскаіно. Дірінг використовував каравелу, що використовувався під час «Епохи розвідки» для емблеми Віская. Представлення міфічного дослідника «Bel Vizcaya» вітає відвідувачів біля входу у маєток.
Зовнішня та садова архітектура вілли Віская — це композиція різних італійських ренесансних вілл та садів з французькими ренесансовими партерними рисами, заснованими на відвідуваннях та дослідженнях Чалфіна, Дірінга та Гофмана. Основним впливом фасаду вілли є Вілла Реццоніко, розроблена Бальдассаром Лонгеною на Бассано дель Граппа у регіоні Венето на півночі Італії. Іноді його називають «Східним замком Герста».
Джеймс Дірінг помер у вересні 1925 року на борту пароплава SS <i id="mwdg">Місто Париж</i> на шляху назад до Сполучених Штатів. Після його смерті Віскаю вспадкували дві його племінниці, Маріон Чансі, Дірінг МакКормік та Елі Дірінг, МакКормік Даніельсон. Протягом десятиліть, після ураганів й збільшення витрат на утримання, вони почали продавати прилеглі земельні ділянки та зовнішні сади. У 1945 році вони продали значну частину маєтку Віская католицькій єпархії Св. Августина, штат Флорида, під лікарню милосердя у Маямі. Залишилися лише 20 гектарів з головним будинком, урочистими садами та сільцем. У 1952 році округ Маямі-Дейд придбав віллу та італійські сади, що потребували значної реставрації, за 1 мільйон доларів. Спадкоємці Дірінга подарували меблі вілли та старожитності для нового музею. Віская почала функціонувати у 1953 році як художній музей округу Дейд. У 1994 році маєток Віская визначено як Національну історичну пам'ятку.

## Пограбування 1871 року
22 березня 1971 року 3 особи з Нью-Йорка викрали у Віллі Віская приблизно на 1,5 мільйона доларів художніх творів та срібних виробів, деякі з яких становили історичну цінність. Це тріо відомих злодіїв коштовностей було заарештовано 25 березня 1971 року. Сержант Том Конноллі з відділу поліції Нью-Йорка здійснив рейд на манхеттенську квартиру Воїслава Станиміровича та його дружини Бранки та заарештував їх. Подільник пари Олександр Караланович також був заарештований, і всім троє звинувачували у підозрі у викраденні майна та володінні небезпечною зброєю. З квартири Станиміровича було вилучено приблизно 250 000 доларів викраденого товару. Сержант Конноллі заявив, що до краденого входила срібна чаша, що колись належала Наполеону Бонапарту й була практично безцінною. Капітан NYPD Томас Кіссан заявив, що переважна більшість дорогоцінних предметів, викрадених з Віская, ніколи не було повернуто.

## Збереження

### Музей та сади Віская

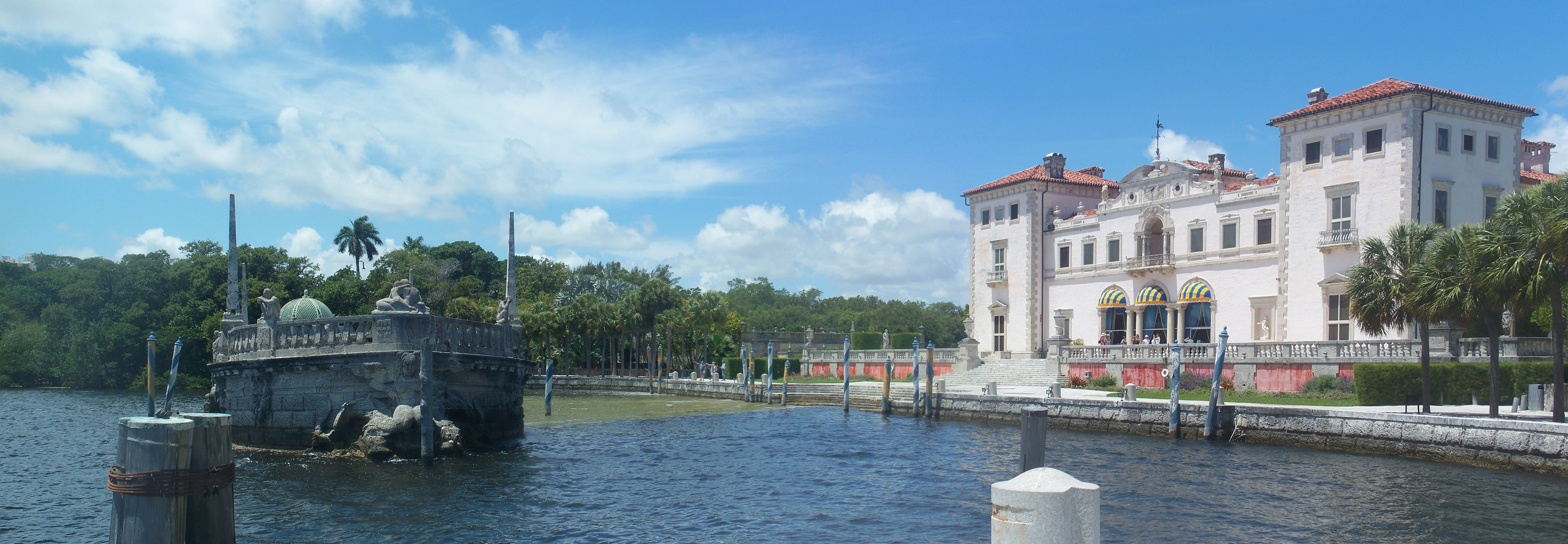
Вілля праворуч, кам'яна баржа зліва

Маєток тепер офіційно відомий як музей та сади Vizcaya, що складається з 20 гектарів з віллою та садами та рештою первісного лісу. З 20 гектарів маєтку формальні сади італійського Відродження розміщено на 4 гектарах, а на решті 16 гектарів місцевий ліс-джунглі з місцевим деревами щільно перев'язані у «хаммок». Музей вілли містить понад 70 кімнат з виразними архітектурними інтер'єрами, прикрашених численним антикваріатом, з акцентом на європейське декоративне мистецтво та меблі з 15 по початку 19 сторіччя. Серед цих меблів є кераміка, оригінали якої були відправлені з Англії у 1912 році, але затонули разом з «Титаніком». На щастя, Дірінг мав страховку й замінив їх. В даний час належить округу Маямі-Дейд й керується Трастом музею та садів Віская (утворено у 1998 році), Віская розташована за адресою 3251 Саут Маямі-авеню у Коконат-Гроув місцевості міста Маямі й є відкритим для громадськості щодня, крім вівторка, Дня подяки та Різдва. Він має акредитацію Американського об'єднання музеїв.

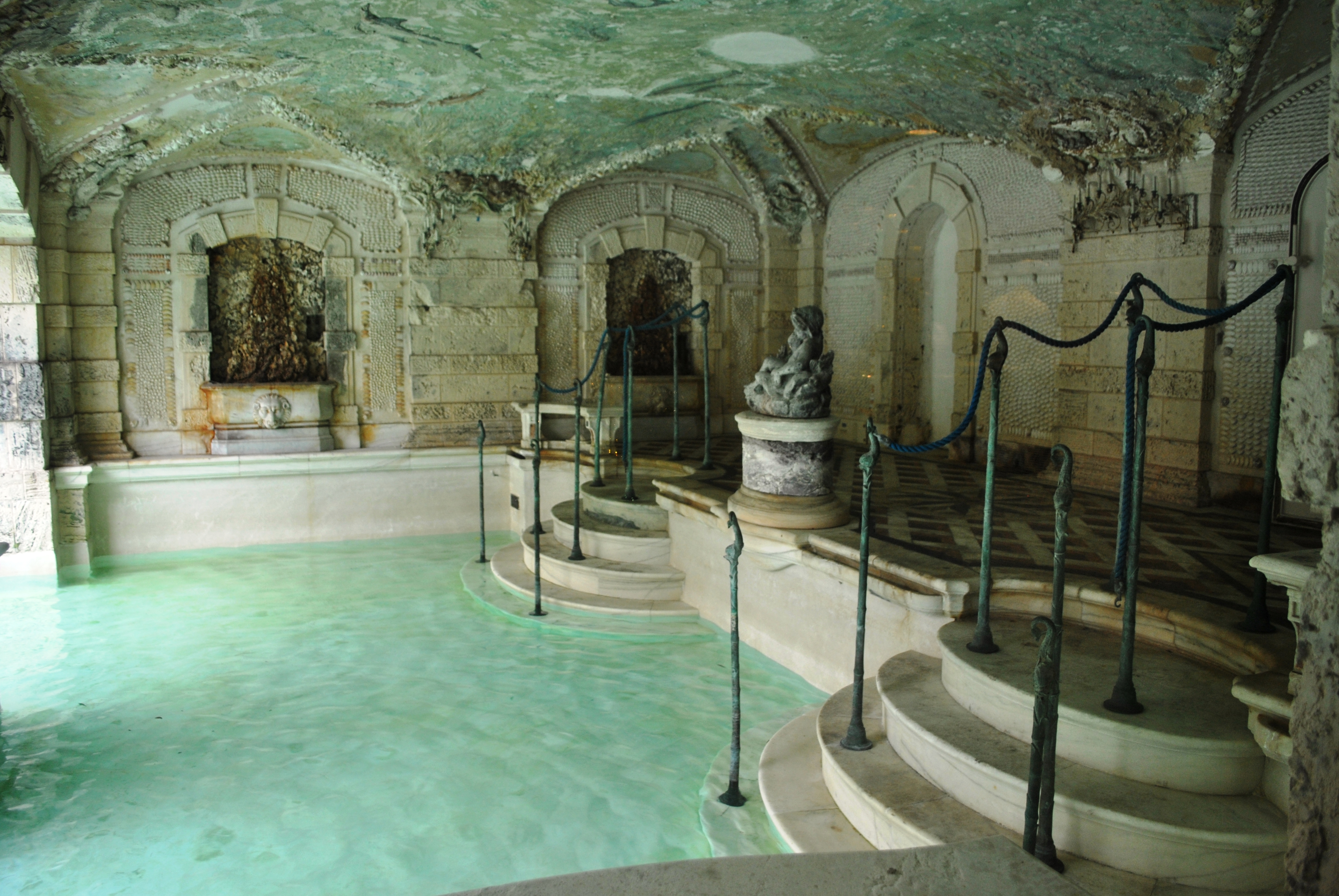
Історичний відпочинок та зона басейну Вілли Віская

Віская була побудована з відкритим подвір'ям та великими садами на Біскайській затоці. Таким чином, маєток зазнавав екологічних та ураганових збитків, зокрема, у 1926, 1992 та 2005 роках. Округ Маямі-Дейд виділив гроші (50 млн дол. США) на реставрацію та збереження Віскаї. Ці кошти були узгоджені грантами Федерального агентства з надзвичайних ситуацій США, Save America's Treasures та численними іншими грантодавцями. Плани включають відновлення вілли та садів та адаптацію історичного комплексу сільця для виставкових та навчальних закладів; однак для цього потрібні додаткові кошти. Завершена перша фаза цього проекту включала відбудову кафе та магазину музею (в історичних зонах відпочинку будівлі, що прилягає до басейну), оновлення будиночків Східних та Західних брам, що облягають Саут Маямі-авеню, та відбудову Давида А Клейна Орхідарія у плані, що загалом використовує історичний стан речей. У той же час Віская завершила першу половину великої програми збереження своїх колекцій скульптури на відкритому повітрі.

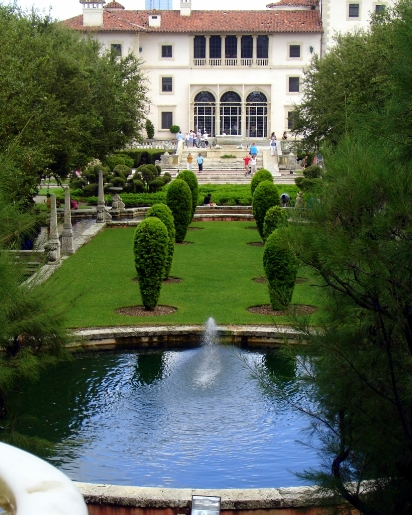
Віская: північний фасад вілли зі саду Казино

У 2008 р. Національний трест з охорони історичних пам'яток зарахував Віцкаю до однієї з Одинадцяти найзагрозніших історичних місць Америки. Як зазначається на вебсайті Національного тресту, включення Vizcaya до цього списку ґрунтувалось на загрозі запропонованої забудови високого рівня на сусідній власності. Зокрема, Національний трест зазначав: «Якщо розвиток не буде заблоковано або не відбудеться втручання, цей культурний ландшафт буде назавжди пошкоджений будівництвом трьох висотних башт кондомініуму в межах історичного огляду Vizcaya». Запропоновані високі рейтинги були заблоковані двома рішеннями суду, і в 2010 році місто Маямі включив захист для перегляду історичних об'єктів, таких як Vizcaya, у свій новий код зонування «Маямі 21.»

#### Державні заходи
Віская була місцем де у 1987 році президент Рональд Рейган прийняв Римського папу Івана Павла II під час першого візиту до Маямі.
Віская була у 1994 році місцем важливого «Першого саміту Америк» скликаного президентом Біллом Клінтоном. Це розпочало серію самітів країн Америки. Лідери 34 країн зустрілися у Віская й створили «Зона вільної торгівлі Америк (ЗВТА)», до якої всі країни півкулі, крім Куби, можуть приєднатися для національних та корпоративних вигод.

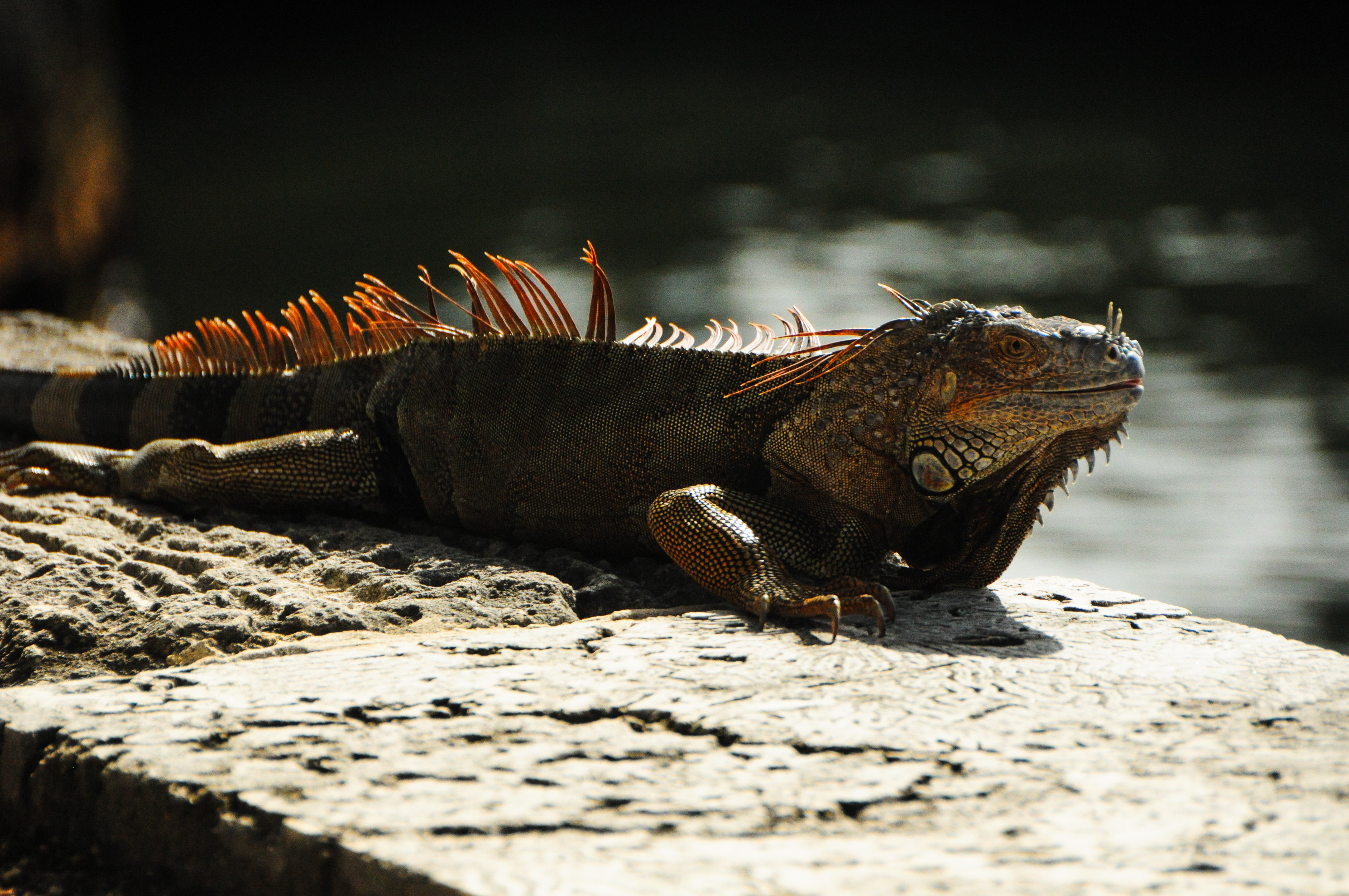
Жива природа надворі біля кам'яної баржі музею Віская